# Henk Das
Henk Das (Hellevoetsluis, 18 maart 1916 - Driebergen, 1 april 2008), schuilnaam Ruurd, was een Nederlands verzetsstrijder. Hij was provinciaal leider van de LO Utrecht tijdens de Tweede Wereldoorlog

## Biografie
Toen de oorlog uitbrak was Das werkzaam bij de Middenstands Bedrijfs Vereniging. In april 1942 werd hij benaderd door zijn vriend Teus van Vliet (schuilnaam Hugo) bij wie hij in het districtsbestuur van de Christelijke Korfbalvereniging had gezeten. Van Vliet had het plan opgevat om onderduikadressen te zoeken en geld in te zamelen voor joden en mannen die naar Duitsland moesten. Samen waren zij aan het werk getogen en al snel sloten Kees Bosselaar en anderen zich aan. Toen in april 1943 de provinciale LO- Utrecht ontstond ging het groepje hierin op. Van Vliet was een van de oprichters van de Landelijke Organisatie voor Hulp aan Onderduikers.
Op 19 oktober 1943 deed de SD een inval bij een vergadering van de Noord-Hollandse LO-top in Hoorn. Cary Stomp, de provinciaal leider van de LO Utrecht, werd gegrepen; ten gevolge van deze arrestatie werd Henk Das in diezelfde maand provinciaal leider van de LO Utrecht.
Das moest zelf al in maart 1943 als gevolg van verraad onderduiken. Hij dook onder in Den Haag en later in Drachten en in Laren. Vanaf augustus 1943 was hij ondergedoken in Zeist bij de oude mevrouw Sepers (oma) aan de Renesselaan 80. Ook `Hugo' en Gerrit Jan van de Waal (schuilnaam Mees) waren hier ondergedoken. Tot mei 1944 was dit het hoofdkwartier van de LO- Utrecht. Uit die tijd stamt het smakelijke verhaal dat oma voor de Duitsers( Kriegsmarine) die bij de buren ingekwartierd waren pannenkoeken bakte en deze bij de buren bracht. De Duitsers hadden niet in de gaten dat die aardige oma Sepers onderduikers in huis had. Het hoofdkwartier van de LO Utrecht verhuisde in mei 1944 naar de familie Acke (Huize Klein Maarn) aan de Amersfoortseweg in Maarn.
Vanaf september 1944 was Das tevens districtleider van de Centrale Inlichtingen Dienst (CID). Het hoofdkwartier was gevestigd aan de Brigittenstraat 20 (het klooster) te Utrecht. Het 'klooster' beschikte over een eigen illegale telefooncentrale (vijf telefoonlijnen) die tot het eind van de oorlog dienst heeft gedaan.

Vanuit het 'klooster' werkten 5 koeriersters. Aan het eind van de oorlog verspreidden deze koeriersters zo'n 14.000 bonkaarten per maand voor mensen die ondergedoken zaten. De bonkaarten werden verkregen via behulpzame ambtenaren van de distributiekantoren. Toen er veel meer bonkaarten nodig waren werden de bonnen door het 'kraken' en overvallen van distributiekantoren bemachtigd. Aangezien veel onderduikers ook geldelijke ondersteuning nodig hadden, bedacht 'Ruurd' een eenvoudig systeem. Voor elke bonkaart werd (indien mogelijk) twee gulden betaald ten behoeve van de ondersteuningskas. Daarnaast trachtte hij geld in te zamelen van particulieren. Toen het aantal onderduikers aanzienlijk gestegen was kon de geldelijke ondersteuning grotendeels uit de opbrengst van de bonkaartenbijdrage gerealiseerd worden.
'Ruurd' vervulde de functie van provinciaal leider tot het einde van de Tweede Wereldoorlog. Na de oorlog was Henk Das districtsdirecteur Utrecht-De Veluwe en het Gooi van de Stichting 1940- 1945. De laatste jaren van zijn leven woonde hij in Maarn. Hij overleed op dinsdag 1 april 2008 in een verpleeghuis in Driebergen.